# Arbeit & soziale Gerechtigkeit – Die Wahlalternative
Arbeit & soziale Gerechtigkeit – Die Wahlalternative (WASG) war eine linksgerichtete politische Partei in Deutschland, die sich im Verlauf des Jahres 2004 vorrangig aus regierungskritischen SPD-Mitgliedern und Gewerkschaftern zunächst als Verein Wahlalternative Arbeit und soziale Gerechtigkeit e. V. gebildet hatte und sich am 22. Januar 2005 als Partei konstituierte. Sie vertrat hauptsächlich demokratisch-sozialistische, sozialdemokratische und gewerkschaftsnahe Positionen, war jedoch auch politischer Anlaufpunkt für Eurokommunisten und andere linke Gruppen. Am 16. Juni 2007 wurde nach einer erfolgreichen Urabstimmung die Vereinigung der WASG mit der PDS zur Partei Die Linke formell beschlossen.

## Inhaltliches Profil
Die Partei sah sich selbst als Teil oder auch als parlamentarische Vertretung sozialer Bewegungen. Sie galt als gewerkschaftsnah und wandte sich gegen einen übermäßigen Einfluss von Kapitalinteressen auf Politik und Gesellschaft. Der Historiker Jochen Weichold bezeichnete sie deshalb im Rückblick als „zeitgenössische Arbeiterpartei“.
Ein Entwurf für programmatische Grundlagen war nach Aussage von Vorstandsmitgliedern wie dem Volkswirt Axel Troost stark von den Memoranden der Arbeitsgruppe Alternative Wirtschaftspolitik beeinflusst.
Das Programm der WASG strebte eine Stärkung der Nachfrage an und beschrieb die Konzeption von sozialer Gerechtigkeit, die die Partei für erstrebenswert hielt. Dazu gehörte die Rückkehr zu einer Steuerpolitik, die stärker nach der wirtschaftlichen Leistungsfähigkeit besteuert. Insbesondere sollten die Steuersenkungen der rot-grünen Regierung seit 1999 für die Kapitaleinkünfte der großen Aktiengesellschaften und für hohe Einkommen rückgängig gemacht sowie die 1997 ausgelaufene Vermögensteuer wieder eingeführt werden.
In der Arbeitsgruppe Alternative Wirtschaftspolitik suchen Wirtschaftswissenschaftler, Politikwissenschaftler und Gewerkschafter nach keynesianischen Alternativen zur neoliberalen und angebotsorientierten Wirtschaftspolitik, die von einem Großteil der deutschen Wirtschaftswissenschaftler befürwortet wird.

### Umstrittenes Verhältnis zum Sozialismus
Obwohl Sozialismus der Name einer der WASG nahestehenden Zeitschrift ist, war die WASG zunächst eine Protestbewegung, die den Sozialismus nicht als gemeinsame Zielsetzung verstand. Hingegen fand der Begriff der Wirtschaftsdemokratie Eingang in das Gründungsprogramm der Partei. Dennoch verstanden sich Mitglieder der WASG vielfach selbst als Sozialisten, einige lehnten sozialistische Gesellschaftsvorstellungen aber auch ab.
In der Gründungsphase grenzte sich die WASG durch ihre offizielle Haltung zum Sozialismus von der PDS ab, ohne sich andererseits dem Potential der bisherigen PDS-Mitglieder zu verschließen.
Typische Sozialismus-Vertreter in der WASG wurden dann ehemalige und aktive Mitglieder von Kleinparteien und von Vereinigungen wie der DKP, der SAV, von Linksruck oder dem KBW.
Nachdem sich der Fürther Gewerkschafter Thomas Händel schon beim Gründungsparteitag als demokratischer Sozialist bezeichnet hatte, war in dem „Diskussionsvorschlag“ für das Programm der gemeinsamen neuen Linkspartei vom Bekenntnis zu einem demokratischen Sozialismus die Rede. Die Linkspartei PDS nannte dies als Grundvoraussetzung für ein gemeinsames Vorgehen.

## Organisationsstruktur

### Mitgliederstruktur
Die WASG präsentierte sich als breite politische Plattform. Ihre Mitglieder kamen aus verschiedenen Parteien, meist aus linken, aber auch aus christdemokratischen (wie SPD, Die Grünen, PDS, DKP, aber auch CDU). Daneben gab es auch linke Intellektuelle, Gewerkschaftsmitglieder, Mitglieder sozialer Bewegungen wie Attac, alternative Wirtschafts- und Sozialwissenschaftler, Anhänger der christlichen Soziallehre, pragmatische Kommunisten und Anarchisten, Rentner sowie auch Personen aus dem bisherigen Nicht- und Protestwählermillieu. Generell waren die westlichen Landesverbände stärker als die östlichen. Besonders mitgliederstark waren Bayern, NRW und der Landesverband Saar.

### Vorstand
Der Vorstand bestand aus 16 Personen, davon vier geschäftsführenden Parteivorständen:
| Zeitraum                       | Geschäftsführende Parteivorsitzende | Geschäftsführende Parteivorsitzende | Geschäftsführende Parteivorsitzende | Geschäftsführende Parteivorsitzende |
| ------------------------------ | ----------------------------------- | ----------------------------------- | ----------------------------------- | ----------------------------------- |
| 8. Mai 2005 – 30. April 2006   | Klaus Ernst                         | Thomas Händel (Schatzmeister)       | Axel Troost                         | Sabine Lösing                       |
| 30. April 2006 – 25. März 2007 | Klaus Ernst                         | Thomas Händel (Schatzmeister)       | Axel Troost                         | Felicitas Weck                      |
| 25. März – 15. Juni 2007       | Klaus Ernst                         | Thomas Händel (Schatzmeister)       | Axel Troost                         | Christine Buchholz                  |

### Parteinahe Organisationen

#### Stiftungs- und Bildungseinrichtungen
Die Rosa-Luxemburg-Stiftung ist eine der Linkspartei nahestehende Stiftung, die den Verbindungsprozess von WASG und Linkspartei ebenso begleitet hat wie die Bildungsgemeinschaft SALZ als WASG-nahe Bildungsgemeinschaft. Während die politische Bildungsarbeit der RLS-Stiftung für die lokale und regionale Bildungsarbeit durch RLS-Clubs flankiert wird, sind dies bei der Bildungsgemeinschaft SALZ die Bildungskreise, die mit ähnlicher Zielrichtung wirken. Die Möglichkeiten einer Zusammenarbeit nach dem Fusionsprozess waren Thema von Gesprächen.

#### Jugendverband
Die WASG besaß auf Bundesebene keinen eigenen Jugendverband. Sie hatte in Thüringen, Sachsen-Anhalt, Schleswig-Holstein, Rheinland-Pfalz, Baden-Württemberg, Brandenburg und Teilen von NRW den Linkspartei-nahen Jugendverband ['solid] – die sozialistische Jugend als ihren Jugendverband anerkannt. In Bayern, NRW und Bremen existierten parteieigene Jugend-AGen, die aber mit ['solid] kooperierten. Vor der Fusion der WASG mit der Linkspartei vereinigten sich die verschiedenen Jugendstrukturen zur Linksjugend ['solid].

#### Hochschulverband
Im Mai 2007 gründeten WASG- und PDS-nahe Hochschulgruppen mit anderen linken Hochschulgruppen den Hochschulverband Die Linke.SDS. An mehreren Hochschulen sind Hochschulgruppen von WASG und PDS bereits gemeinsam zu Hochschulwahlen angetreten.

### Strömungen und Flügel

#### Antikapitalistische Linke
Die im März 2006 formierte Antikapitalistische Linke ist eine Strömung in WASG und Linkspartei. Die Antikapitalistische Linke knüpft an die neue gemeinsame linke Partei und deren Politik programmatische Mindestbedingungen und Mindestbedingungen für Regierungsbeteiligung. Initiatoren der Antikapitalistischen Linken waren u. a. Sahra Wagenknecht und Ulla Jelpke.

#### Sozialistische Linke
Die im August 2006 formierte Sozialistische Linke (SL) ist eine Strömung in WASG und Linkspartei, die linkskeynesianische, marxistische und reformkommunistische Positionen vertritt. Die gewerkschaftlich orientierte Sozialistische Linke strebt eine moderne sozialistische Partei nach Vorbild der SP der Niederlande oder der italienischen Rifondazione Comunista an. Sechs Bundestagsabgeordnete der Linksfraktion und eine knappe Mehrheit der Mitglieder des Bundesvorstandes der WASG gehörten zu den Gründungsmitgliedern der Sozialistische Linken. Die SL war in den Gremien der WASG stark vertreten.

#### Netzwerk Linke Opposition

Logo

Im Oktober 2006 formierte sich das Netzwerk Linke Opposition (NLO) als Strömung klassenkämpferischer und sozialistischer Personen und Gruppen innerhalb und außerhalb der WASG.
Sie kritisierte die bedingungslose Fusion und machte „rote Linien“, wie beispielsweise keine Beteiligung an Regierungen des Sozialabbaus, zum Fusionskriterium.
Das NLO arbeitet hauptsächlich in der sozialen Bewegung und interveniert in Betriebskämpfe. Aber auch Kampagnen gegen Militarisierung und Imperialismus gehören zur Arbeit des NLO.
Hauptziel ist der Aufbau einer alternativen Kraft links von der Linkspartei.
Der Unterstützerkreis wird auf mehrere hundert Personen geschätzt.

#### Leverkusener Kreis
Der Leverkusener Kreis (LVK) war ein Zusammenschluss von etwa 300 Mitgliedern innerhalb der WASG und hatte nach eigenen Angaben 1500 Interessenten. Gründungsdatum des Leverkusener Kreises war der 10. Juni 2005 anlässlich der damals noch in Planung befindlichen Kooperation zwischen WASG und PDS. Sie sprachen sich gegen die Zusammenarbeit und den gemeinsamen Antritt mit der PDS bei den vorgezogenen Bundestagswahlen 2005 aus. Vom Landesvorstand NRW der WASG wurden daraufhin drei Ausschlussverfahren eröffnet. Nach einigen Monaten zerstritten sich die Mitglieder und spalteten sich in einzelne Kleingruppierungen auf. Viele traten auch aus der WASG aus.

## Finanzen
Das Parteivermögen der WASG hatte nur einen geringen Umfang. Laut Bundestags-Drucksache 16/5230 hatte die WASG keine Immobilien und nur geringe Geldmittel.
Bargeldbestände hatte die Partei kaum. Sie war deshalb auf Spenden und staatliche Parteienfinanzierung angewiesen. Während die Partei vom Staat etwa 126.000 Euro erhielt (Stand: 2005), machte ihr Beitragsaufkommen etwa 600.000 Euro aus. Etwa 330.000 Euro erhielt sie durch Spenden und Mandatsträgerbeiträge. Nach Aussagen des Schatzmeisters und Medienberichten hatte die Partei Darlehen in Höhe von 300.000 Euro aufgenommen, um Wahlkämpfe vorfinanzieren zu können. Ein Parteitag fand aus Kostengründen in Geseke statt, die Nichterstattung von Fahrtkosten wurde erwogen. Trotzdem sei die Finanzlage prekär gewesen.
2005 erhielt die Partei von keiner Einzelperson oder Firma Spenden in Höhe von mehr als 10.000 Euro.
2006 und 2007 erhielt die Partei Zuwendungen von Bundestagsabgeordneten, darunter Oskar Lafontaine und Klaus Ernst. Das Reinvermögen der Partei (Geld und Wertgegenstände gegen Kredite und Zahlungsverpflichtungen) betrug 2005 etwa 125.000 Euro. Die WASG verfügte zu keiner Zeit über Immobilien oder Unternehmensbeteiligungen.

## Geschichte

### Vom Verein WASG zur Partei 2004/2005

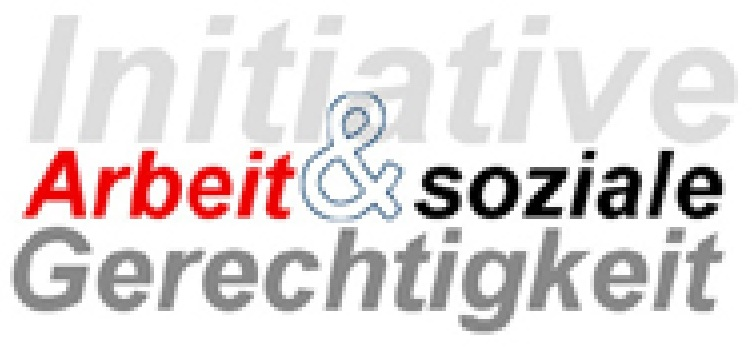
Logo der IASG 2003 bis 2004

Der Verein Wahlalternative Arbeit und soziale Gerechtigkeit war am 3. Juli 2004 gegründet worden. Er ging aus dem Zusammenschluss der beiden im Jahre 2003 gegründeten Organisationen hervor, die ihren Ursprung im Protest gegen die bereits 1999 einsetzenden Schröderschen Konterreformen innerhalb der Sozialdemokratie hatten – der in Berlin gegründeten eher kapitalismuskritischen Wahlalternative 2006 und der hingegen ostentativ von langjährigen SPD-Mitgliedern bzw. bereits ausgetretenen langjährigen SPD-Mitgliedern gegründeten Initiative Arbeit und soziale Gerechtigkeit (IASG). Der IASG hatten sich in den östlichen Bundesländern auch ehemalige DDR-Bürgerrechtler angeschlossen, Thomas Rudolph, Frank Richter, Oliver Kloss, Michaela Ziegs u. a. Sie unterstützten auch die WASG bis zur Abwahl Gerhard Schröders, sahen die Tendenz der WASG zur PDS freilich kritisch.
Die Gründung des Vereins WASG erregte von Anfang an große Aufmerksamkeit, da dessen Entstehen mit der Hochphase der Montagsdemonstrationen gegen die Agenda 2010 und Hartz IV zusammenfiel.

#### Parteigründung und Namensgebung
Ende November 2004 wurde in Nürnberg über eine Parteigründung entschieden. Mehrere Mitglieder des provisorischen Bundesvorstandes hatten erklärt, eine solche Parteigründung anzustreben und zur nächsten Bundestagswahl antreten zu wollen. Die Partei wollte als neue Linkspartei unzufriedenen Wählern sowie Nichtwählern eine Wahlalternative bieten.
Im Dezember fand eine Urabstimmung über die geplante Parteigründung statt, bei der die meisten Mitglieder zustimmten. Schließlich kam es am 22. Januar 2005 in Göttingen zur offiziellen Parteigründung mit dem Namen Arbeit & soziale Gerechtigkeit – Die Wahlalternative mit der Kurzbezeichnung ASG. Gegen dieses Kürzel klagte das Weiterbildungsinstitut ASG-Bildungsforum erfolgreich vor dem Landgericht Düsseldorf. Fortan übernahm die Partei das Kürzel WASG vom Verein, der fortan zur Unterscheidung WAsG e. V. hieß.

#### Erster Wahlkampf: Landtagswahl in Nordrhein-Westfalen
Kurz nach der Gründung legte sich der Landesverband Nordrhein-Westfalen auf eine Teilnahme an der Landtagswahl NRW im Mai fest. Der Bundesvorstand wollte zunächst den Parteiaufbau vorantreiben, da die Strukturen für eine erfolgreiche Wahlteilnahme noch als zu schwach angesehen wurden. Eine Landesdelegiertenkonferenz wählte am 23. Januar 2005 in Düsseldorf vierzig Kandidaten für die Landesreserveliste mit dem Herner Sozialpfarrer Jürgen Klute als Spitzenkandidat. Für die Öffentlichkeit überraschend wurde die WASG auf Anhieb fünftstärkste Partei, scheiterte jedoch mit ca. 2,2 % der Wählerstimmen klar an der Fünf-Prozent-Hürde. Angesichts ihres erstmaligen Antritts wurde dies trotzdem als Erfolg gewertet, zumal die Wahlbeteiligung im Vergleich zu der Landtagswahl 2000 deutlich höher war und der Antritt noch konkurrierend zum späteren Kooperationspartner PDS erfolgte, dem wie alle anderen, kleineren Parteien mit unter 1 % der Stimmen der Zugang zur staatlichen Parteienfinanzierung versagt blieb.
Mit dem Wahlergebnis verbunden war der Verlust der rot-grünen Parlamentsmehrheit. Die WASG konnte dabei ihre Wählerschaft insbesondere aus dem Pool der bisherigen Nichtwähler, aber auch aus der Wählerschaft der SPD rekrutieren. Von der SPD-Führung wurde das Ergebnis als „Bestrafung“ des Wählers für die Reformen der Agenda 2010 gewertet, was Bundeskanzler Gerhard Schröder veranlasste, noch am Wahlabend die vorgezogene Neuwahl ankündigen zu lassen.

### Bundestagskandidatur mit der Linkspartei.PDS
Nach der Landtagswahl in Nordrhein-Westfalen rief Bundeskanzler Schröder vorzeitige Neuwahlen des Bundestages für den 22. September 2005 aus. Die WASG war für eine so frühe Bundestagswahl personell und finanziell nicht vorbereitet. Trotz zahlreicher Beitritte blieb die WASG eine marginale, allein chancenlose Partei.

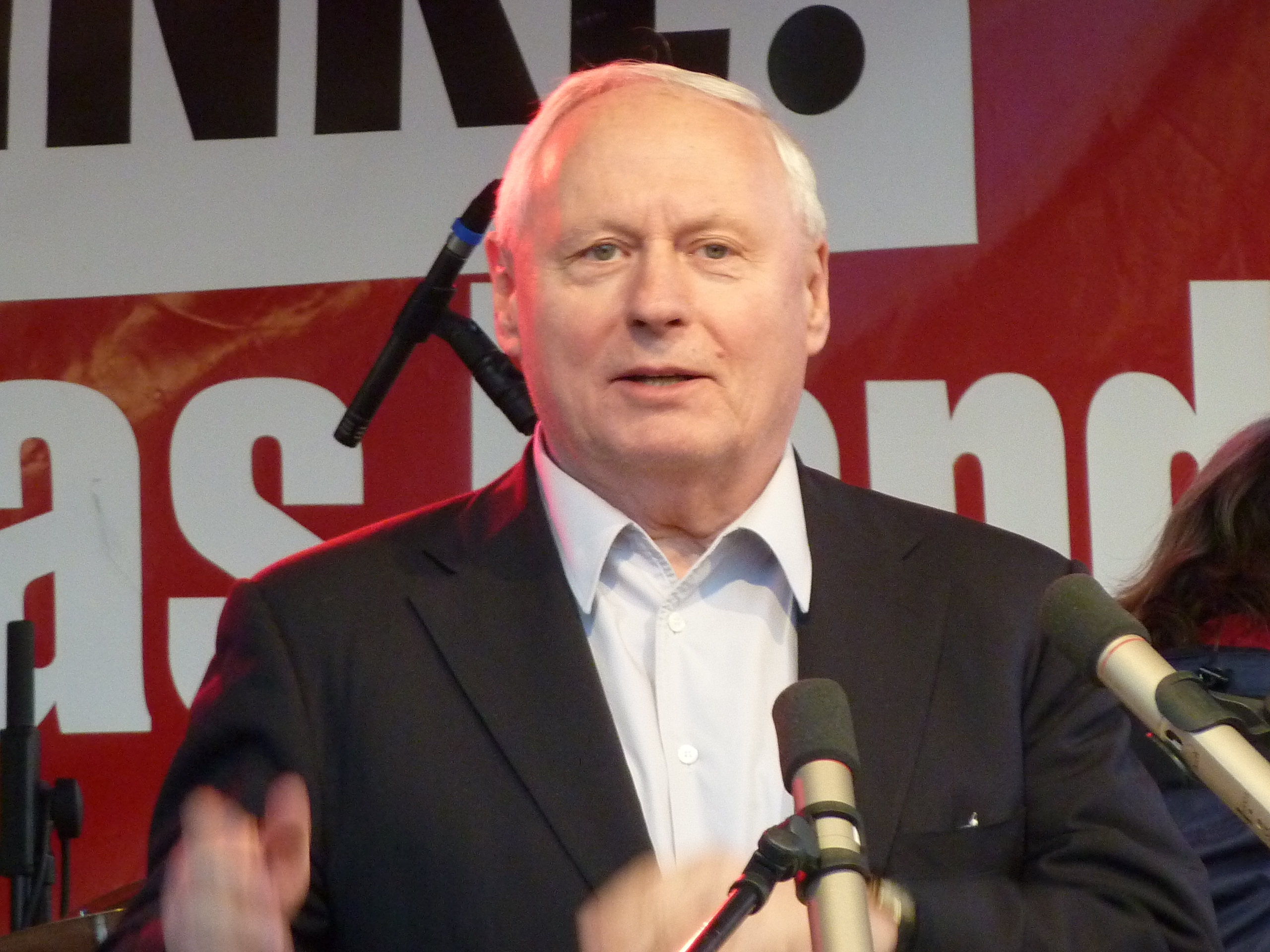
Oskar Lafontaine

In dieser Situation bot der ehemalige SPD-Parteichef Oskar Lafontaine an, gemeinsam mit dem ehemaligen PDS-Vorsitzenden Gregor Gysi eine Wahlplattform aus WASG und PDS anzuführen. Dies war wahlrechtlich nicht möglich, weshalb man sich unter mehreren Modellen für eine Kandidatur von einzelnen WASG-Mitgliedern auf den Landeslisten der PDS entschied. Diese benannte sich auf Wunsch der WASG in Die Linkspartei um. Am 18. Juni trat Oskar Lafontaine der WASG bei und wurde kurz darauf Spitzenkandidat in Nordrhein-Westfalen sowie Direktkandidat in seiner Heimatstadt Saarbrücken. Lafontaine löste eine starke Beitrittswelle sowohl in WASG als auch Linkspartei.PDS aus. Darunter waren auch bekannte SPD-Mitglieder und Gewerkschafter wie Peter von Oertzen, der bereits am 18. März 2005 die Parteimitgliedschaft wechselte oder der baden-württembergische Landtagsabgeordnete Ulrich Maurer am 1. Juli. Sein Landtagsmandat nahm er weiterhin wahr. Maurer war damit der erste Landtagsabgeordnete der WASG.
Die gemeinsame Kandidatur war heftig umstritten. Noch während der Landtagswahl in Nordrhein-Westfalen lehnten führende Vertreter der WASG jegliches Bündnis mit der PDS ab. Einige radikale Kritiker des Wahlprojektes sammelten sich im Leverkusener Kreis. Diese Gruppe konnte sich letztendlich nicht durchsetzen, woraufhin einige Mitglieder austraten und verschiedene Splittergruppen gründeten. Es wurde auch die Gründung einer neuen Partei Bündnis für Frieden + soziale Gerechtigkeit (FSG) diskutiert. Eng mit der „PDS-Frage“ verknüpft ist der Streit um Regierungsbeteiligungen und um Sachpolitik oder mehr Protest.
Seit Juli 2005 bezeichneten Prognosen der Meinungsforschungsinstitute die Linkspartei zusammen mit der WASG als neue drittstärkste Kraft. Nachdem 14 Tage vor der Wahl die Umfragen kippten – CDU/CSU und FDP verfehlten nun die Mehrheit – begannen die Medien, diverse Koalitionsmodelle zu diskutieren.

#### Verschwimmende Grenzen zur Linkspartei.PDS
Die WASG wurde nun als neue politische Kraft links der SPD wahrgenommen. Die WASG-Spitzenkandidaten Oskar Lafontaine (NRW/Saarland), Ulrich Maurer (Baden-Württemberg) und Klaus Ernst (Bayern) waren fortan in zahlreichen Talkshows und Printartikeln vertreten. Der Spiegel etwa brachte in Ausgabe 35/2005 ein Streitgespräch zwischen Oskar Lafontaine und dem Bayerischen Ministerpräsidenten und CSU-Vorsitzenden Edmund Stoiber. Andererseits nahmen viele Medien die WASG nicht mehr als eigenständigen Akteur wahr, sondern als Teil eines Gesamtprojektes, in dessen Rahmen ebenfalls Gregor Gysi, Lothar Bisky und Bodo Ramelow als prominente Linkspartei-Politiker auftraten.

#### Vom Projekt „westdeutsche Linke“ zur einigen Linkspartei
Am 19. August 2005 kündigten Linkspartei-Chef Lothar Bisky und WASG-Vorstandsmitglied Klaus Ernst an, das Projekt einer gemeinsamen vereinigten Linkspartei schneller als zuvor geplant umzusetzen. Bis dahin müsse die WASG jedoch erst im Westen eine starke Partei werden. Anfang September 2005 hatte die WASG über 10.500 Mitglieder. Zunächst unterzeichneten beide eine fünfseitige Kooperationsvereinbarung.
Während ein Großteil der WASG-Mitglieder in einem Bündnis mit der Linkspartei.PDS die einmalige Chance sah, in den Bundestag einzuziehen, mit dem Ziel einer gesamtdeutschen Vereinigung der politischen Linken, befürchtet eine Minderheit um den Leverkusener Kreis, dass die Linkspartei die WASG lediglich dazu benutzen wird, um in Westdeutschland Fuß zu fassen. Vereinzelt gab es auch Vereinigungskritiker in der Linkspartei. In der PDS-Zentrale kursierte so während des Bundestagswahlkampfes die Scherzfrage nach der Gemeinsamkeit der WASG mit einem Kondom: „Ohne ist schöner, aber mit ist sicherer.“ Die beiden Fraktionsvorsitzenden Oskar Lafontaine und Gregor Gysi teilten derlei Bedenken jedoch nicht und erklärten schon bei ihren Auftritten im Bundestagswahlkampf 2005 die „historische Chance“ zur Bildung einer gemeinsamen, politisch wirksamen Kraft links von der SPD.
Nach der Wahl sollten Arbeitsgruppen aus WASG und Linkspartei.PDS ein gemeinsames Parteiprogramm für die Zukunft erarbeiten. Der Name „Linkspartei“ sollte sich dabei nicht mehr ändern. Es wurde außerdem vereinbart, dass die Parteien bei den kommenden Landtagswahlen nicht gegeneinander antreten sollen. Auf Grundlage dieser Vereinbarung trat die Linkspartei Rheinland-Pfalz von ihrer Kandidatur zur Landtagswahl 2006 zurück. Auch in Baden-Württemberg sowie bei den Kommunalwahlen in Hessen einigten sich die Parteien auf gemeinsame Kandidaturen. Nur vereinzelt und dort mit geringem Erfolg traten in einigen Kommunen WASG und Linkspartei getrennt an.
Der Berliner Landesverband der WASG hatte angekündigt, bei den Landtagswahlen gegen die Linkspartei.PDS anzutreten. Dies wurde auf einem Landesparteitag am 26. und 27. November 2005 beschlossen und führte zu kontroversen Diskussionen.

#### Weitere Schritte nach der Wahl
Die Linkspartei erhielt bei der Bundestagswahl 2005 8,7 % der Wählerstimmen und zog mit 54 Abgeordneten in den 16. Deutschen Bundestag ein. Nachdem die Linkspartei.PDS auf ihrem Bundesparteitag die Möglichkeit von Doppelmitgliedschaften zwischen WASG und Linkspartei beschlossen hatte, traten führende Vertreter beider Parteien in die jeweils andere Partei ein. Prominente Beispiele waren Gregor Gysi und Oskar Lafontaine sowie der Berliner Landesgeschäftsführer der Linkspartei Carsten Schatz. Insbesondere wegen der existierenden Spannungen zwischen den Berliner Landesverbänden kam es zu Einsprüchen gegen einige Doppelmitgliedschaften, in anderen Landesverbänden wurde satzungswidrig versucht, Doppelmitgliedern den Zugang zu Parteiversammlungen zu verbieten. Das Schiedsgericht der WASG erklärte mittlerweile die Diskriminierungen für wirkungslos und unrechtmäßig.
In einer Urabstimmung, deren Ergebnis Anfang April 2006 bekannt gegeben wurde, waren rund 78 % der gültig abgegebenen Stimmen (57 % Wahlbeteiligung) für weitere Verhandlungen mit der Linkspartei und dem Ziel einer neuen linken gesamtdeutschen Partei.
Daraufhin ratifizierte ein Parteitag am 29./30. April 2006 in Ludwigshafen am Rhein das sogenannte Kooperationsabkommen III. Inhalt dieses Abkommens waren weitere Verhandlungen und verschiedene Maßnahmen, u. a. die Ermächtigung der Bundesvorstände, Konkurrenzkandidaturen zu unterbinden.

#### Parteitag in Geseke 18./19. November 2006
In Geseke wurden weitere Hürden auf dem Weg der Fusion mit der Linkspartei zur neuen Linken überwunden. Die Partei beschloss die Umwandlung der WASG in einen neuen eingetragenen Verein. Der Bundesparteitag der WASG bestätigte in seiner Wahl den bisherigen geschäftsführenden Bundesvorstand im Amt. Weiterhin Schatzmeister und Mitglied des geschäftsführenden Bundesvorstandes war Thomas Händel, der ein Ergebnis von 61,4 % erreichte. Den geschäftsführenden Bundesvorstand bildeten weiter Klaus Ernst, gewählt mit 55,3 %, Axel Troost, gewählt mit 53,8 % und Felicitas Weck, gewählt mit 59,8 %. In den erweiterten Vorstand wurden ebenfalls im ersten Wahlgang direkt gewählt: Christine Buchholz, Ralf Krämer, Martina Sacher, Heidi Scharff, Michael Schlecht, Ulrike Zerhau. Im zweiten Wahlgang wurden in den erweiterten Bundesvorstand gewählt: Thies Gleiss, Christel Rajda, Lucy Redler, Fritz Schmalzbauer, Thomas Waldheim.
Neu im Bundesvorstand der WASG waren Martina Sacher, Michael Schlecht, Lucy Redler und Thomas Waldheim. Martina Sacher ist Gesamtbetriebsrätin bei DB Services in Dresden. Michael Schlecht ist Gewerkschaftssekretär und arbeitet in Berlin als Leiter der Abteilung Wirtschaftspolitik von ver.di. Er ist bekannt als Gegner des „bedingungslosen Grundeinkommens“ und setzt diesem die „bedarfsorientierte Grundsicherung“ entgegen. Thomas Waldheim ist Bezirksgewerkschaftssekretär der IG Bauen-Agrar-Umwelt in Magdeburg, Mitorganisator der Montagsdemos in Schönebeck. Lucy Redler ist Sozialökonomin und Mitglied der SAV.

#### Parteitag in Dortmund 24./25. März 2007
An den beiden Tagen fanden in den Dortmunder Westfalenhallen die Bundesparteitage der WASG und der Linkspartei.PDS parallel statt. In einem Abstimmungsmarathon, bei dem beide Parteien jeweils über mehr als 500 Anträge zu entscheiden hatten, wurden die Gründungsdokumente für die zukünftige gemeinsame Partei Die Linke beschlossen („Programmatische Eckpunkte“, Satzung und diverse Ordnungen sowie der Verschmelzungsvertrag). Unter einer außergewöhnlichen Geschäftsordnung wurden Anträge und Beschlüsse zwischen den Parteien hin- und hergereicht, bis ein Konsens gefunden war. Besonders über programmatische Punkte wurde viel gestritten, beispielsweise über die Frage der Zustimmung zu Kriegseinsätzen unter Artikel VII der UN-Charta. Schließlich stimmten die Delegierten der WASG zu 87,7 % dem Verschmelzungsvertrag zu.
Am 16. Juni 2007 wurde nach einer erfolgreichen Urabstimmung die Vereinigung der WASG mit der PDS zur Partei Die Linke formell beschlossen.

### Landtagswahlen

#### Rheinland-Pfalz
Die WASG nahm an den Landtagswahlen in Rheinland-Pfalz und Baden-Württemberg am 26. März 2006 teil. Auf ihren Listen traten auch Mitglieder der Linkspartei an. Allerdings gab es insbesondere in Rheinland-Pfalz Pannen bei der Listenaufstellung, so strich der Landeswahlleiter alle Listenplätze von 8 bis 40, so dass die Landesliste der WASG lediglich sieben Kandidaten umfasste. In Rheinland-Pfalz erreichte die WASG/Linke 2,5 % der Stimmen und wurde damit wie in Baden-Württemberg fünftstärkste Kraft im Land.

#### Baden-Württemberg
Die WASG/Linke erreichte in Baden-Württemberg 3,1 % der abgegebenen Stimmen und verfehlte damit den Einzug in den Landtag. Jedoch wurde die WASG/Linke auf Anhieb fünftstärkste Partei im Land und konnte in Wahlkreisen wie Mannheim I (6,9 %), Freiburg II (6,9 %) und Pforzheim (5,5 %) Ergebnisse über fünf Prozent erreichen. Am schlechtesten schnitt sie mit 2,1 % in Schorndorf, Backnang und Balingen sowie mit 1,8 % in Rottweil und Freudenstadt ab.
Das schlechte Abschneiden der SPD in Baden-Württemberg war teilweise auch auf den Erfolg der WASG zurückzuführen, die der SPD vermutlich einige Wähler wegschnappte. In erster Linie nahm jedoch die Zahl der Nichtwähler zu Lasten der SPD (und anderer Parteien) zu, die WASG konnte daraus keinen großen Gewinn ziehen. Im Vergleich der Wahlkreise korrelieren die Ergebnisse der SPD und der WASG positiv, wenn auch nicht sehr ausgeprägt. Das bedeutet tendenziell, wo die SPD stark war, war auch die WASG eher stärker. Ähnliches war auch schon bei der Landtagswahl in NRW festzustellen.
Wesentlich bessere Ergebnisse wurden bei den ebenfalls am 26. März 2006 stattfindenden Kommunalwahlen in Hessen erzielt. Dort traten WASG-Mitglieder zumeist auf Listen von Wählervereinigungen mit Bezeichnungen wie „Die Linke.WASG“ an.

#### Berlin
Obwohl ein außerordentlicher Bundesparteitag der WASG in Ludwigshafen am Rhein am 29. April beschloss, gemäß dem Rahmenabkommen mit der Linkspartei keine Konkurrenzkandidaturen zuzulassen, strebte die WASG in Berlin und Mecklenburg-Vorpommern eine solche an.
Der Bundesvorstand enthob darauf im Auftrag des Bundesparteitages die Vorstände ihrer Ämter. Der Berliner Landesvorstand erstritt sich jedoch vor Gericht seine Wiedereinsetzung. Damit war der Weg für den alleinigen Antritt frei, als Spitzenkandidatin wurde Lucy Redler nominiert, die im Wahlkampf unter anderem für eine rasche Rückkehr Berlins in den kommunalen Arbeitgeberverband und die Anerkennung des gültigen Flächentarifvertrags eintrat.

#### Mecklenburg-Vorpommern
In Mecklenburg-Vorpommern wurde ebenfalls ein konkurrierender Wahlantritt beschlossen. Die WASG in Mecklenburg-Vorpommern lehnte den Kurs der Linkspartei als zu links ab und berief sich auf frühere WASG-Aussagen, keine Linkspartei, sondern Sozialstaatspartei zu sein.
Beide angetretenen WASG-Landesverbände erhielten aufgrund der Fünf-Prozent-Hürde keine Parlamentsmandate (Berlin 2,9 %, Mecklenburg-Vorpommern 0,5 %). Allerdings konnte die WASG in Berlin in sieben Bezirksverordnetenversammlungen mit insgesamt 14 Abgeordneten einziehen.

### Bürgermeisterwahlen
Bei der Wahl zum ehrenamtlichen Bürgermeister von Gräfenroda in Thüringen errang Frank Fiebig mit Linkspartei-Unterstützung 54,2 % der Stimmen. Er ist damit der einzige WASG-Bürgermeister.
Insgesamt kandidierten drei Mitglieder der WASG in Absprache mit der Linkspartei.
Hubert Bischoff errang im Kyffhäuserkreis 18,9 % als Landratskandidat. Ines Zipfel in Weida (Landkreis Greiz) erreichte bei der Bürgermeisterwahl 14,6 %. Bei der Oberbürgermeisterwahl in Esslingen am Neckar am 8. Oktober 2006 erreichte Thomas Mitsch 2,21 Prozent der Stimmen. Konkurrierende Kandidaturen, etwa Herbert Ziegenhahn jun. in Gera gegen das Bündnis aus Linke, SPD und Grünen scheiterten mit 2,3 %.

### Bundestagsabgeordnete der WASG
Die Abgeordneten der WASG wurden über die offenen Listen der Linkspartei.PDS in den Deutschen Bundestag gewählt. Alle Abgeordneten der WASG waren Mitglied der Linksfraktion im Bundestag.

## Parteitage
| Nr. | Datum                 | Ort                         |
| --- | --------------------- | --------------------------- |
| 1.  | 22. Januar 2005       | Göttingen                   |
| 2.  | 6.–8. Mai 2005        | Dortmund                    |
| 3.  | 3. Juli 2005          | Kassel                      |
| –   | 4. März 2006          | Abgesagt am 22. Januar 2006 |
| 4.  | 29.–30. April 2006    | Ludwigshafen am Rhein       |
| 5.  | 18.–19. November 2006 | Geseke-Eringerfeld          |
| 6.  | 24.–25. März 2007     | Dortmund                    |
| 7.  | 15. Juni 2007         | Berlin                      |

## Bekannte WASG-Mitglieder
- Oskar Lafontaine, MdB, ehemaliger saarländischer Ministerpräsident, Bundesfinanzminister und Parteivorsitzender der SPD
- Gregor Gysi, MdB, ehemaliger Vorsitzender der SED, später PDS
- Ulrich Maurer, MdB, ehemaliger Landes- und Fraktionsvorsitzender der SPD in Baden-Württemberg
- Klaus Ernst, MdB, 1. Bevollmächtigter der IG Metall Schweinfurt
- Werner Dreibus, MdB, 1. Bevollmächtigter der IG Metall Offenbach
- Axel Troost, MdB, Wirtschaftswissenschaftler
- Manfred Coppik, ehemaliger SPD-Politiker, MdB, Gründer der Partei Demokratische Sozialisten (DS)
- Hans Wallow, ehemaliger SPD-Politiker, MdB
- Peter von Oertzen, 1946–2005 SPD-Mitglied; 2006 Austritt aus der WASG
- Elmar Altvater, deutscher Politologe
- Bernd Riexinger, deutscher Politiker (Die Linke)
- Thomas Händel, MdEP, ehem. 1. Bevollmächtigter IG Metall Fürth
- Herbert Schui, ehemaliges SPD-Mitglied, Ökonom an der Hochschule für Wirtschaft und Politik Hamburg

## Neugründungen
Von Gegnern der Fusion der WASG mit der PDS wurden verschiedene Neugründungen veranlasst, die fast alle den Anspruch erhoben, die ursprüngliche Idee der WASG fortzuführen. Sie unterschieden sich aber dabei in ihrer politischen Ausrichtung. Gemeinsam haben sie, dass sie sich inzwischen alle wieder aufgelöst haben.

### Soziale Alternative für Gerechtigkeit
Die Soziale Alternative für Gerechtigkeit (Kurzbezeichnung: SAG) wurde von Fusionsgegnern gegründet, die überzeugt waren, dass ohne die Fortsetzung der WASG als eigenständige Partei eine andere Politik nicht möglich sei. Die SAG stellte sich dabei insbesondere gegen die Berliner Alternative für Solidarität und Gegenwehr (BASG). Sie lehnt die explizit linke, sozialistische Ausrichtung der BASG ab.
Die SAG stellte vom Frühjahr 2007 bis zum 31. Dezember 2009 mit drei Verordneten eine Fraktion in der Bezirksverordnetenversammlung Treptow-Köpenick. Aktivitäten entfaltete die Partei in den Bundesländern Berlin, Hessen, Bayern, Mecklenburg-Vorpommern und Nordrhein-Westfalen. Der Bundeswahlausschuss verneinte aber die Parteieigenschaft am 17. Juli 2009, sodass die SAG nicht zur Bundestagswahl 2009 zugelassen wurde. Seit Oktober 2010 bestanden Landesverbände in Berlin und Mecklenburg-Vorpommern.
Auf ihrem Gründungsparteitag am 21. und 22. Juni 2008 wählte die SAG ihren ersten Bundesvorstand und verabschiedete ihre Bundessatzung; das politische Programm blieb bestehen. Gründungsvorsitzender war Hartmut Nemak. Da der Gründungsvorstand aus nur fünf Mitgliedern bestand statt aus den in der Satzung vorgesehenen acht Mitgliedern, forderten einige Mitglieder die Vervollständigung. Das lehnten drei Vorstandsmitglieder ab. Die Auseinandersetzung eskalierte und spaltete die Partei. Der opponierende Flügel wählte 2008 einen satzungskonformen Gegenvorstand und den Gegenvorsitzenden Alexander Weber. Schließlich verklagte der oppositionelle Flügel den Vorstand. Die innerparteiliche Kontroverse endete erst im Juni 2010 mit einem Vergleich vor Gericht. Infolge der Auseinandersetzung traten viele Mitglieder aus, unter ihnen auch die Vorsitzenden Nemak und Weber. Nachfolger waren Paul Jörns (2010–2011) und Dieter Schulze (ab 2011). 2012 wurde die Partei in BürgerVerbund (BV) umbenannt. Am 8. Mai 2013 lösten die Mitglieder die Partei auf.

### Berliner Alternative für Solidarität und Gegenwehr
Sechzig Gegner der Fusion der Berliner WASG, darunter das ehemalige Landesvorstandsmitglied Lucy Redler, gründeten am 29. April 2007 die auf Berlin beschränkte, sozialistisch ausgerichtete Vereinigung Berliner Alternative für Solidarität und Gegenwehr (BASG). Sie plante, sich zu einer Berliner Kommunalpartei weiterzuentwickeln und wurde von der Sozialistischen Alternative (SAV) unterstützt. Zu Kandidaturen bei Wahlen kam es jedoch nicht. Etwa 2010 wurde die politische Arbeit eingestellt. Redler trat daraufhin 2010 der Partei Die Linke bei.

### Wahlalternative Soziales Berlin
Fusionsgegner aus Berlin, zu denen mehrere Bezirksversammlungsverordnete der WASG gehörten, gründeten am 27. April 2007 die Partei Wahlalternative Soziales Berlin (WAS-B). Sie konzentrierte sich auf die Berliner Landes- und Bezirkspolitik. Eine Vernetzung mit anderen regionalen Gruppen ehemaliger WASG-Mitglieder war geplant. Bis September 2011 war die WAS-B mit zwei Verordneten in der Bezirksverordnetenversammlung von Friedrichshain-Kreuzberg und in den Bezirken Tempelhof-Schöneberg, Lichtenberg und Marzahn-Hellersdorf mit jeweils einem Verordneten vertreten. Bei den Wahlen zur Bezirksverordnetenversammlung am 18. September 2011 trat die WAS-B nicht mehr an.

### Soziale Gerechtigkeit – Nordrhein-Westfalen
In Nordrhein-Westfalen entstand aus mehreren kleineren Abspaltungen der WASG sowie aus dem SAG-Landesverband NRW die Partei Soziale Gerechtigkeit – Nordrhein-Westfalen (SG-NRW). Parteivorsitzender war Helmut Geuking, ehemals Kreisvorsitzender der WASG Coesfeld, der 2009 für die SG-NRW in den Stadtrat von Billerbeck gewählt wurde. Die Partei trat mit zwei Direktkandidaten zur Landtagswahl in Nordrhein-Westfalen 2010 an, 2012 trat sie nicht mehr an. Zum 1. Dezember 2012 fusionierte sie mit der Familien-Partei Deutschlands. Im Oktober 2013 wurde Helmut Geuking zum Vorsitzenden der Familien-Partei Deutschlands in NRW gewählt. Dieses Amt hatte er bis Mai 2016 inne. Auf dem Bundesparteitag vom 19./20. November wurde Helmut Geuking zum stellvertretenden Vorsitzenden gewählt. Zwei Jahre später wurde Geuking Bundesvorsitzender und zog 2019 für die Familienpartei ins Europaparlament ein.

### Alternatives Bündnis für soziale Gerechtigkeit Mecklenburg-Vorpommern
Die AB wurde 2006 gegründet und war nur in Mecklenburg-Vorpommern tätig. Sie trat zuletzt 2011 zur Landtagswahl an.